# Tom Clancy's Elite Squad
Tom Clancy's Elite Squad est un jeu vidéo de rôle militaire développé par Owlient et édité par Ubisoft. Le jeu a été révélé lors de l'E3 2019 et est sorti officiellement en août 2020 sur iOS et Android. Le jeu met en scène des personnages présents dans les différentes séries de jeux vidéo Tom Clancy’s.

## Controverse
La bande-annonce de lancement du jeu suscite la polémique. Elle met en scène une organisation paramilitaire tentant de rétablir l'ordre gouvernemental à la suite de mouvements de révolte qui seraient manipulés par une organisation secrète, UMBRA. Cette vidéo sort dans le contexte des émeutes de Kenosha et le logo du poing du mouvement Black Lives Matter est similaire à celui d'UMBRA. Des internautes y voient un sous-texte fasciste et des employés se plaignent sur le forum interne d'Ubisoft. L'entreprise s'excuse et retire la bande-annonce.